# Бедфордшир
Бедфордшир или Бедфорд (англ. Bedfordshire, /ˈbɛdfərdʃər/ или /ˈbɛdfərdʃɪər/, сокращ. Beds.) — церемониальное графство на востоке центральной части Англии. Входит в состав Восточной Англии, в бассейне реки Грейт-Уз. Занимает площадь 1,235 км² и граничит на востоке с церемониальными графствами Кембриджшир и Хартфордшир, на западе с церемониальными графствами Бакингемшир и Нортгемптоншир.
Церемониальное графство Бедфордшир разделено на три унитарные административные единицы — Бедфорд, Центральный Бедфордшир, Лутон. Крупнейший город церемониального графства Бедфордшир — Лутон. Население графства — 595 тыс. человек (общее; данные 2007 г.).

## География
Общая площадь территории 1235 км² (41-е место).

## Демография
На 1968 год население графства составляло 439,2 тысяч жителей; в 1881 году — 149,461 тысяч человек.